# 77th Street (stacja metra na Lexington Avenue Line)
77th Street – stacja początkowa metra nowojorskiego, na linii 4 i 6. Znajduje się w dzielnicy Manhattan, w Nowym Jorku i zlokalizowana jest pomiędzy stacjami 86th Street i 68th Street – Hunter College. Została otwarta 17 lipca 1918.